# Народна библиотека „Стеван Сремац” Сокобања
Народна библиотека „Стеван Сремац” у Сокобањи установа je културе и центар информација у овом бањском и климатском лечилишту на југоистоку Србије. Основана 1869. године, прво као читаоница а потом и као библиотека. Кроз период дужи од 150 година, у библиотека је створила библиотечки фонд који чини преко 60 хиљада књига и других публикација свих класификација (по светском моделу). У саставу библиотеке ради међународни центар за туристичку и еколошку документацију са водичима и монографијама туристичких центара. Матична служба за Народну библиотеку  Стеван Сремац у Сокобањи је у Зајечару при Матичној библиотеци Сватозар Марковић.

## Положај и размештај
Библиотека  Стеван Сремац у Сокобања налази се у централном делу града у улици Алексе Маркишића бр. 1.
Библиотека има своју читаоницу и видео клуб. Ова зграда је позната и по томе што служи као седиште Међународног центра за туризам и администрацију за животну средину.

## Историја
Као зачетник библиотека сматра се Читаоница у Бањи која је отворена 16. фебруара 1869 године,  само три деценије након што је 1837. године започео организовани бањски туризам за време владавине књаза Милоша Обреновића. 
Прве књиге, осим црквених и богослужних, које су чиниле фонд читаонице  пристигле су у Сокобању и пре оснивања читаонице 1869 године.
Како се претпоставља да је активност првоосноване читаонице из 1869 године извесно време замрла, њен рад је обновљен 1 јануара 1874 године.  
Почев од 1895 године читаоница је радила у једној просторији општинске зграде (међу становницима Сокобање познатој као  „касарна”).  
Неки од познатих посетилаца читаонице били су Исидора Секулић, Стеван Сремац, Иво Андрић и Бранислав Нушић, за време њиховог боравка у Сокобањи на опоравку и лечењу. 
Након завршетка Другог светског рата Библиотека је била смештена у просторијама зграде „Стари Сокоград” .
Просторије Библиотеке данас користи и књижевни клуб „Соколово перо”.

## Задаци
Поред изнајмљивања књига библиотека сваке године организује дан Светог Саве, дан библиотеке.
Током туристичке сезоне културно-уметничке манифестације се организују у уређеном мини-амфитеатру, који се налази непосредно испред библиотеке.
Библиотека се бави и издавачком делатношћу.  
У циљу унапређења и проширења услуга корисницима, Народна библиотека „Стеван Сремац“ у Сокобањи обезбедила је рачунар са приступом Интернету, који се налази у дечјем одељењу и доступан је члановима библиотеке сваког радног дана од 9 до 18 часова, од понедељка до петка и суботом од 9 до 13 часова.

## Чланство
Библиотека има 1056 чланова (према подацина из 2018. године), и то 515 уписаних на Одељењу за одрасле  и  541 (старости до 14 година) уписаних на Одељењу за децу.